# 托雷夫兰卡
托雷夫兰卡，是西班牙瓦伦西亚自治区卡斯特利翁省的一个市镇。总面积30平方公里，总人口4790人（2001年），人口密度160人/平方公里。